# Kirił Barbutow
Kirił Georgiew Barbutow, bułg. Кирил Георгиев Барбутов (ur. 13 czerwca 1967) – bułgarski zapaśnik walczący w stylu wolnym. Olimpijczyk z Barcelony 1992, gdzie zajął dziewiąte miejsce w kategorii 130 kg.
Dwukrotny uczestnik mistrzostw świata, siódmy w 1990. Zdobył trzy medale na mistrzostwach Europy, w tym srebrny w 1990 roku.
- Turniej w Barcelonie 1992

Przegrał z Bruce’em Baumgartnerem z USA i Dawitem Gobedżiszwilim z WNP, a w pojedynku o dziewiąte miejsce pokonał Roda Figueroę z Portoryko.